# Municipio Pampa Grande
Das Municipio Pampa Grande (auch Pampagrande) ist ein Verwaltungsbezirk im Departamento Santa Cruz im südamerikanischen Anden-Staat Bolivien.

## Lage im Nahraum
Das Municipio Pampa Grande ist eines von vier Municipios der Provinz Florida und umfasst die westlichen und nordwestlichen Bereiche der Provinz. Es grenzt im Norden an die Provinz Ichilo, im Westen an die Provinz Manuel María Caballero, im Südwesten an die Provinz Vallegrande, im Südosten an das Municipio Quirusillas und im Osten an das Municipio Mairana.
Das Municipio erstreckt sich zwischen etwa 17° 46' und 18° 25' südlicher Breite und 63° 55' und 64° 19' westlicher Länge, seine Ausdehnung von Westen nach Osten beträgt bis zu 35 Kilometer und von Norden nach Süden bis zu 55 Kilometer.
Das Municipio umfasst 33 Gemeinden (localidades), der zentrale Ort des Municipio ist die Ortschaft Pampa Grande mit 770 Einwohnern (Volkszählung 2012) im zentralen östlichen Teil des Municipios.

## Geographie
Das Municipio Pampa Grande liegt im Übergangsbereich zwischen der Anden-Gebirgskette der Cordillera Oriental im Westen und dem bolivianischen Tiefland im Osten. Das Klima in den geschützten Tallagen ist ganzjährig mild und ausgeglichen, nicht so heiß und schwül wie im nahegelegenen Tiefland.
Die mittlere Durchschnittstemperatur der Region liegt bei 18 °C (siehe Klimadiagramm Samaipata) und schwankt nur unwesentlich zwischen 15 °C im Juni/Juli und knapp 20 °C von November bis Januar. Der Jahresniederschlag beträgt etwa 750 mm, bei einer nur schwach ausgeprägten Trockenzeit von Mai bis September mit Monatsniederschlägen unter 30 mm und einer Feuchtezeit von Dezember bis Februar mit 110–120 mm Monatsniederschlag.

## Bevölkerung
Die Einwohnerzahl des Municipios ist zwischen 1992 und 2024 um etwa zwei Drittel angestiegen:
| Jahr | Einwohner | Quelle       |
| ---- | --------- | ------------ |
| 1992 | 5761      | Volkszählung |
| 2001 | 7933      | Volkszählung |
| 2012 | 9198      | Volkszählung |
| 2024 | 9650      | Volkszählung |

Die Bevölkerungsdichte des Municipios bei der letzten Volkszählung von 2024 betrug 9,3 Einwohner/km², der Alphabetisierungsgrad bei den über 15-Jährigen war von 82,4 Prozent (1992) auf 86,2 Prozent angestiegen. Die Lebenserwartung der Neugeborenen betrug 63,2 Jahre, die Säuglingssterblichkeit war von 5,7 Prozent (1992) auf 6,6 Prozent im Jahr 2001 leicht angestiegen.
95,9 Prozent der Bevölkerung sprechen Spanisch, 26,3 Prozent sprechen Quechua, und 0,8 Prozent Aymara. (2001)
59,0 Prozent der Bevölkerung haben keinen Zugang zu Elektrizität, 26,3 Prozent leben ohne sanitäre Einrichtung (2001).
72,3 Prozent der 2.045 Haushalte besitzen ein Radio, 31,4 Prozent einen Fernseher, 52,3 Prozent ein Fahrrad, 10,0 Prozent ein Motorrad, 8,3 Prozent ein Auto, 11,0 Prozent einen Kühlschrank, und 1,0 Prozent ein Telefon. (2001)

## Politik
Ergebnis der Regionalwahlen (concejales del municipio) vom 4. April 2010:
| Wahl- berechtigte |  | Wahl- beteiligung | gültige Stimmen |  | MAS-IPSP | VERDES | SOL    | TODOS  | FRAC  |
| ----------------- |  | ----------------- | --------------- |  | -------- | ------ | ------ | ------ | ----- |
| 3.928             |  | 3.431             | 2.799           |  | 1.273    | 666    | 381    | 288    | 191   |
|                   |  | 87,3 %            | 81,6 %          |  | 45,5 %   | 23,8 % | 13,6 % | 10,3 % | 6,8 % |

Ergebnis der Regionalwahlen (elecciones de autoridades políticas) vom 7. März 2021:
| Wahl- berechtigte |  | Wahl- beteiligung | gültige Stimmen |  | MAS-IPSP | CREEMOS | UNIDOS | SOL    | ASIP   | MNR    |
| ----------------- |  | ----------------- | --------------- |  | -------- | ------- | ------ | ------ | ------ | ------ |
| 5.884             |  | 5.140             | 4.619           |  | 2.579    | 1.810   | 95     | 76     | 39     | 20     |
|                   |  | 87,36 %           | 89,86 %         |  | 55,83 %  | 39,19 % | 2,06 % | 1,65 % | 0,84 % | 0,43 % |

## Gliederung
Das Municipio Pampa Grande unterteilt sich in die folgenden beiden Kantone (cantones):
- Kanton Pampa Grande – 22 Vicecantones – 27 Gemeinden – 6.842 Einwohner (2001)
- Kanton Mataral – 6 Vicecantones – 6 Gemeinden – 1.091 Einwohner

## Ortschaften im Municipio Pampa Grande
- Los Negros 3572 Einw. – Mataral 821 Einw. – Pampa Grande 770 Einw.